# Georg-Hans Reinhardt

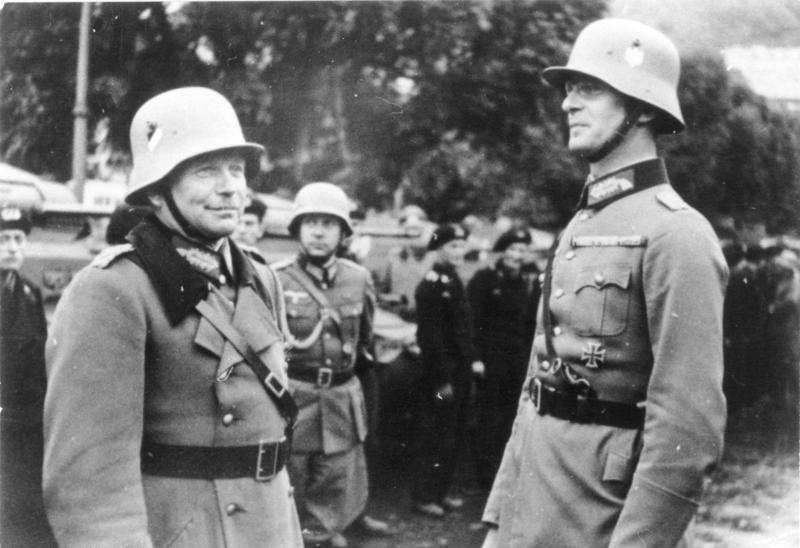
Georg-Hans Reinhardt (po prawej) i Heinz Guderian

Georg-Hans Reinhardt (ur. 1 marca 1887 w Budziszynie, zm. 23 listopada 1963 w Tegernsee) – niemiecki  generał, zbrodniarz wojenny, uczestnik m.in. agresji na Polskę i ataku na Związek Radziecki.

## Życiorys
W 1908, po ukończeniu szkoły kadetów, rozpoczął służbę w piechocie Armii Cesarstwa Niemieckiego. Walczył w czasie I wojny światowej, a po jej zakończeniu pozostał w Reichswehrze.
Jego kariera nabrała przyspieszenia po dojściu Hitlera do władzy w styczniu 1933. W kwietniu 1937 otrzymał awans na generała majora. Dowództwo 4 Dywizji Pancernej objął w listopadzie 1938. Za zasługi w wojnie przeciw Polsce w 1939 został odznaczony Krzyżem Rycerskim i awansowany do stopnia generała porucznika. Także podczas kampanii przeciw Francji dał się poznać jako jeden z najzdolniejszych niemieckich dowódców wojsk szybkich. Po ataku na ZSRR w czerwcu 1941 dowodził XXXXI Korpusem Pancernym, 3 Grupą Pancerną, przekształconą później w 3 Armię Pancerną, a na koniec (od 4 sierpnia 1944) Grupą Armii Środek (m.in. uczestniczył w tłumieniu powstania warszawskiego w sierpniu 1944) i Grupą Armii Północ.
W styczniu 1945, po nieudanych próbach powstrzymania radzieckiej ofensywy nad Wisłą, został pozbawiony dowództwa przez Hitlera. Po zakończeniu wojny aresztowany przez Amerykanów; wraz z 13 innymi wysokimi rangą dowódcami niemieckimi był sądzony w procesie wyższego dowództwa za zbrodnie wojenne – oskarżony m.in. o współodpowiedzialność za mordy dokonywane na ludności cywilnej w czasie powstania warszawskiego, celowe niszczenie Warszawy oraz grabież polskiego majątku narodowego na terenie działania Grupy Armii „Środek”, którą dowodził. 27 października 1948 został skazany na 15 lat więzienia. Po czterech latach zwolniony przedterminowo (ułaskawiony w 1952). Zmarł w 1963.

## Ordery i odznaczenia
- Okucie Ponownego Nadania Krzyża Żelaznego II Klasy (21 września 1939)[3]
- Okucie Ponownego Nadania Krzyża Żelaznego I Klasy (2 października 1939)[3]
- Krzyż Rycerski Krzyża Żelaznego (27 października 1939)[3]
- Wspomnienie w Wehrmachtbericht (18 października 1941, 19 października 1941, 21 stycznia 1944)[3]
- Liście Dębu do Krzyża Rycerskiego (17 lutego 1942)[3]
- Liście Dębu i Miecze do Krzyża Rycerskiego (25 maja 1944)[3]
- Krzyż Honorowy dla Walczących na Froncie[3]
- Odznaka za Służbę w Heer[3] (IV, III, II i I Klasy)
- Medal Pamiątkowy 1 października 1938 z okuciem Zamek Praga[3]
- Medal za Kampanię Zimową na Wschodzie 1941/1942[3]
- Czarna Odznaka za Rany (III Rzesza)[3]
- Odznaka Pancerna[3]
- Order Domowy Hohenzollernów[3]
- Wielki Krzyż Zasługi z Gwiazdą i Wstęgą Orderu Zasługi Republiki Federalnej Niemiec[3]